# Hanna de Haan
Hanna de Haan (* 11. März 1993 in Westerstede) ist eine deutsche Fußballspielerin. Die Torhüterin gehört seit Januar 2020 dem SC Fortuna Köln an, für den sie seit der Saison 2022/23 in der drittklassigen Regionalliga West spielt.

## Karriere

### Sport
Als Kind spielte de Haan zunächst beim SV Nortmoor und wechselte in der C-Jugend zum SuS Timmel, wo sie dann ebenfalls in der B-Jugend und in der 1. Frauenmannschaft aktiv war. Am 27. August 2011 debütierte de Haan in der U20-NFV-Auswahl in Barsinghausen und unterlag mit 0:8 gegen den VfL Wolfsburg. Im Herbst 2012 nahm sie mit der Auswahl am U20-Länderpokal in Duisburg-Wedau teil und stand neben Merle Frohms im Tor.
2012 wechselte sie zum Zweitligisten SV Meppen, bei dem sie für eineinhalb Jahre unter Vertrag stand, ehe sie beim niederländischen PEC Zwolle in der BeNe League spielte. Ein halbes Jahr später ging sie zum SV Werder Bremen in die 2. Bundesliga Nord, in der sie am 1. Dezember 2013 ihr Debüt gegen den FF USV Jena gab. In der Saison 2013/14 erreichte sie mit dem SV Werder Bremen den dritten Platz in der 2. Frauen-Bundesliga Nord. Nach der Saison entschied sich de Haan für ein Bachelorstudium der Psychologie in den Vereinigten Staaten, wo sie drei Jahre für die Collegemannschaft der University of Portland, die Portland Pilots, spielte.
2017 nach Deutschland zurückgekehrt, wechselte de Haan zum Zweitligisten Bayer 04 Leverkusen. Mit ihrer Mannschaft schaffte Hanna de Haan schon im ersten Jahr den Aufstieg in die Frauen-Bundesliga. Mit Leverkusen hatte sie gegen den 1. FFC Frankfurt auch ihren ersten Einsatz im DFB-Pokal. In dieser Zeit absolvierte sie ihre Torhüter-Trainerlizenz in Hennef und trainierte die Torfrauen von Bayer 04 Leverkusen ab der U13- bis zur 2. Frauen-Mannschaft. Im Jahre 2018 wechselte sie in die Schweiz zum Grasshopper Club Zürich, der in der höchsten Spielklasse im Schweizer Frauenfussball, der Nationalliga A, spielte. Im Sommer 2019 ging sie nach 12 Pflichtspielen für die Grasshoppers (neun in der Liga, drei im Pokal) zurück nach Deutschland, um in Köln ihr Masterstudium in Sportpsychologie zu absolvieren. Seit der Saison 2020/21 spielt de Haan beim Regionalligisten SC Fortuna Köln.

### Bildung
Hanna de Haan besuchte das Berufsgymnasium in der Fachrichtung Gesundheit und Soziales in Nordhorn, das sie im Jahre 2013 mit Abitur verließ. Ihr Bachelor-Studium in Psychologie schloss sie 2017 an der University of Portland ab. Im Jahre 2020 absolvierte sie ihren Master in Sportpsychologie an der Deutschen Sporthochschule Köln. Nach dem Abschluss ihres Masterstudiums im Jahre 2022 beginnt sie eine Promotion an der Deutschen Sporthochschule Köln, in der Abteilung Leistungspsychologie. Des Weiteren arbeitet sie aktuell als Sportpsychologin beim 1. FC Köln und ist für die U15 und die U21 zuständig.